# Blunderbuss
Blunderbuss é o álbum de estreia da carreira solo de Jack White, lançado em 23 de Abril de 2012 através de sua própria gravadora, a Third Man, em parceria com XL Recordings e Columbia Records

## Faixas
| N.º | Título                         | Duração |  |
| 1.  | "Missing Pieces"               | 3:27    |  |
| 2.  | "Sixteen Saltines"             | 2:37    |  |
| 3.  | "Freedom at 21"                | 2:51    |  |
| 4.  | "Love Interruption"            | 2:38    |  |
| 5.  | "Blunderbuss"                  | 3:06    |  |
| 6.  | "Hypocritical Kiss"            | 2:50    |  |
| 7.  | "Weep Themselves to Sleep"     | 4:19    |  |
| 8.  | "I'm Shakin'"                  | 3:00    |  |
| 9.  | "Trash Tongue Talker"          | 3:20    |  |
| 10. | "Hip (Eponymous) Poor Boy"     | 3:03    |  |
| 11. | "I Guess I Should Go to Sleep" | 2:37    |  |
| 12. | "On and On and On"             | 3:55    |  |
| 13. | "Take Me with You When You Go" | 4:10    |  |

## Desempenho nas paradas
| País           | Parada (2012)                   | Melhor posição |
| -------------- | ------------------------------- | -------------- |
| Austrália      | Australian Albums Chart         | 2              |
| Bélgica        | Belgian Albums Chart (Flanders) | 1              |
| Bélgica        | Belgian Albums Chart (Wallonia) | 12             |
| Canadá         | Canadian Albums Chart           | 1              |
| Alemanha       | Dutch Albums Chart              | 12             |
| França         | French Albums Chart             | 5              |
| Irlanda        | Irish Albums Chart              | 2              |
| Nova Zelândia  | New Zealand Albums Chart        | 2              |
| Polónia        | Polish Albums Chart             | 7              |
| Suécia         | Swedish Albums Chart            | 20             |
| Suíça          | Swiss Albums Chart              | 1              |
| Reino Unido    | UK Albums Chart                 | 1              |
| Estados Unidos | US Billboard 200                | 1              |